# Шестаково (Херсонская область)
Шестаково (укр. Шостакове) — село в Великоалександровской поселковой общине Бериславского района Херсонской области Украины.
Почтовый индекс — 74116. Телефонный код — 5532. Код КОАТУУ — 6520984309.
С конца февраля по октябрь 2022 года село было оккупировано российскими войсками в ходе вторжения России в Украину.

## Население
Население по переписи 2001 года составляло 54 человека.

### Языковой состав
Родной язык населения по данным переписи 2001 года:
| Язык       | Численность, чел. | Доля     |
| ---------- | ----------------- | -------- |
| Украинский | 51                | 94,44 %  |
| Русский    | 3                 | 5,56 %   |
| Итого      | 54                | 100,00 % |

## Местная власть
74100, Херсонская обл., Бериславский р-н, пгт Великая Александровка, ул. Свободы, 161.